# Duch ciemności
Duch ciemności (ang. The Haunter of The Dark) – ostatnie opowiadanie napisane przez H.P. Lovecrafta przed jego śmiercią w 1937 roku. Opowiadanie powstało w listopadzie 1935 r. i zostało wydane w grudniu 1936 r. na łamach „Weird Tales”. Duch ciemności należy do stworzonej przez Lovecrafta mitologii Cthulhu.

## Fabuła
Główny bohater opowiadania, Robert Harrison Blake, po przeprowadzce do Providence zauważa stojący w odległości wielu kilometrów kościół. Pewnego dnia zaciekawiony Blake postanawia udać się do kościoła, który okazuje się być opuszczony. Okazuje się również, że w przeszłości spotykali się w nim członkowie Bractwa Gwiezdnej Mądrości (oryg. Church of Starry Wisdom). Z notatek znalezionych w kieszeni odnalezionego w kościele szkieletu człowieka, Blake dowiaduje się, że członkowie Bractwa obudzili Ducha ciemności (Nyarlathotep), poprzez wpatrywanie się w czarny trapezoedr. Ten sam przedmiot Blake odnajduje w kościele i dzięki niemu ukazane mu zostają inne wymiary, światy, galaktyki i nieznana dotąd człowiekowi wiedza.